# 久世商店街
久世商店街（くせしょうてんがい）は、岡山県真庭市久世にある商店街。

## 概要
真庭市中心部の久世にある上町商店街・中町商店街・下町商店街の総称である。国道181号と並行した南側にあり、約600メートル。美作地域において、旭川の水運、旧出雲街道、大山みちが交わる要衝であり、そのため宿場町、市場町、河岸町、陣屋町と多くの機能を持つ。とくに、商店街の西側、上町を中心に行われた牛市は江戸時代より盛んであり、上町の入り口には、現在も牛つなぎ石が残っている。当時の面影を残す白壁、むしろ窓も見受けられる。
1960年に、中小企業庁長官表彰を受けている。

## 歴史
町並みの起こりは、1623年（元和9年）頃と言われている。その時期に、豪商の塚谷屋元祖が久世に定着。さらに別の地域で牛市の世話をしていた後安家が久世へ移り住んだことにより、牛市の賑わいを基盤とした町並みが形成された。上町を中心に博労問屋が増え、南中屋・玉屋・久世屋・大庭屋・引込屋・かじ屋・はが屋・本玉屋という8軒の博労問屋があり、博労が往来した。公認市場となり、西日本の各地が多くの売り手、買い手が集まり、最盛期には西日本最大規模の3万頭の売買が行われている。春と秋には大市が開かれ、春市は6月上旬の10日間、秋市は11月20日から12月15日までの26日間も行われた。博労は買い付けた牛や馬をひき、「久世を夜に出て、目木乢を越えて、坪井鶴坂唄で越す」と牛追い唄を唄ったという。
旧出雲街道、大山みちの交わるところの近くであり、高瀬舟が往来する旭川の久世河岸がすぐ裏手だったことから、宿場町、市場町、河岸町、陣屋町として、江戸時代にはすでに常設店舗群が形成されていた。元禄年間には、約500メートルの町筋が完成していた。
1934年（昭和9年）の室戸台風では久世地区の上流で、旭川が決壊。商店街が冠水している。しかし1957年（昭和32年）にはアーケードの一部が設置され、「商店街への視察が相次いでいる」と記述がある。1960年（昭和35年）には、中小企業庁長官表彰を受賞。1965年から1971年にかけて、上町・中町・下町における密閉式アーケードを完成させている。

## 周辺施設
- 久世エスパスランド:岡山県真庭市（旧真庭郡久世町）にある旧遷喬小学校跡地。交番、商工会館、第2体育館、幼稚園跡地を含めると、約20,000平方メートル（6,050坪）になる。
- 久世エスパスセンター:エスパスランドの中心的施設。中にはエスパスホール・エスパススタジオ・学習室・ギャラリー・真庭市立久世図書館などがある。鉄筋コンクリート造り、一部4階建て、面積は4,822.1平方メートル。旧遷喬尋常小学校の「静」に対して、エスパスセンターは「動」のイメージで、相互に際立たせるデザイン。
- 旧遷喬尋常小学校校舎
- 久世駅
- 木テラス:CLT（直交集成板：Cross Laminated Timber）モデル建築物
- 中国銀行 久世支店
- トマト銀行 久世支店
- 津山信用金庫久世支店
- 広島国税局 久世税務署
- 久世商工会議所
- 真庭市役所本庁舎
- 重願寺
- 吉祥寺

## 地理・アクセス

### 地理
商店街の東南には、真庭市役所本庁、またその近くには旧遷喬尋常小学校（真庭市立遷喬小学校）もある。国道181号によって南北に分かれた旧出雲街道の南側に位置する商店街。また、町並みの東部の一部には白漆喰に固められた土蔵造りや町屋などの古い街影が一部に今も残っている。標高約150ｍ。さらに商店街の東側に天神橋がある。

### アクセス
- 久世駅
- まにわくん（真庭市コミュニティバス）
- 中鉄北部バス
  - 岡山 - 勝山線
    - 久世駅前
    - 久世中央
    - 真庭市役所前バス待合所（CLT）
    - 真庭高校久世校地前
    - 真庭市役所